# Villaflores (Chiapas)
Villaflores é um município do estado de Chiapas, no México.